# Гармаки
Гарма́ки (укр. Гармаки) — село на Украине, находится в Жмеринском районе Винницкой области.
Код КОАТУУ — 0520281201. Население по переписи 2001 года составляет 1157 человек. Почтовый индекс — 23011. Телефонный код — 4341.
Занимает площадь 3,698 км².
В селе действует храм Апостола и Евангелиста Иоанна Богослова Барского благочиния Винницкой и Барской епархии Украинской православной церкви.
До 17 июля 2020 года находилось в Барском районе Винницкой области.